# Jean-Baptiste Santerre
Jean-Baptiste Santerre (Magny-en-Vexin, 1658. március 23. – Párizs, 1717. november 21.) francia portréfestő.

## Életpálya
A szakmai fogásokat, a portréfestő François Lemaire-nél kezdte. Rendkívüli érzékkel, képzelő erővel volt képes a női portrékat elkészíteni. A nőket többféle pozícióban (szakács, alvó, álmodó, rajzoló) festette meg. Szuzanne a fürdőben festménye a Louvre nemzeti múzeumban van kiállítva. Képzeletvilágát nem a vallásos irányultság, hanem az erotika megjelenítése ölelte át.

## Szakmai sikerek
- a Francia Királyi Akadémia tagjai közé választotta,
- 1704. október 18-án szobrot állítottak művészi szolgálatának elismerésére,